# بورس لیما
بورس لیما (اسپانیایی: Bolsa de Valores de Lima‎) بازار بورس اوراق بهادار پرو است، که فعالیت خود را از سال ۱۸۶۰ آغاز کرد.